# ホニー・エレーラ
ホニー・クリスティアン・エレーラ・ムニョス（Johnny Cristián Herrera Muñoz スペイン語発音: [ˈɟʝonjeˈreɾa]、1981年5月9日 - ）は、チリ・ラ・アラウカニア州マレコ県アンゴル出身の元プロサッカー選手。元チリ代表。現役時代のポジションは、ゴールキーパー。

## 経歴
U20年代からチリ代表に選出されており、シドニーオリンピックに参加した。
A代表初招集は2002年ながら出場機会はなく、2005年を最後に7年間招集されることもなくなった。2012年にホルヘ・サンパオリが代表監督に就任すると、2013年1月のハイチ戦とセネガル戦に臨むメンバーに選出された。そしてハイチ戦にスタメン出場し念願の初キャップを記録。試合には2-1で勝利した。続くセネガル戦にも出場した。

## 代表歴

### 出場大会
- チリ代表
  - 2014 FIFAワールドカップ

### 試合数
- 国際Aマッチ 24試合 0得点（2002年-2018年）[6]

| チリ代表 | 国際Aマッチ | 国際Aマッチ |
| 年       | 出場        | 得点        |
| -------- | ----------- | ----------- |
| 2002     | 1           | 0           |
| 2003     | 0           | 0           |
| 2004     | 0           | 0           |
| 2005     | 1           | 0           |
| 2006     | 0           | 0           |
| 2007     | 0           | 0           |
| 2008     | 0           | 0           |
| 2009     | 0           | 0           |
| 2010     | 0           | 0           |
| 2011     | 0           | 0           |
| 2012     | 0           | 0           |
| 2013     | 3           | 0           |
| 2014     | 5           | 0           |
| 2015     | 3           | 0           |
| 2016     | 3           | 0           |
| 2017     | 5           | 0           |
| 2018     | 3           | 0           |
| 通算     | 24          | 0           |

## タイトル

### クラブ
ウニベルシダ・デ・チレ
- プリメーラ・ディビシオン (8): 1999, 2000, 2004アペルトゥーラ, 2011アペルトゥーラ, 2011クラウスーラ, 2012アペルトゥーラ, 2014アペルトゥーラ, 2016-17クラウスーラ
- コパ・チレ (3): 2000, 2012-13, 2015
- スーペルコパ・デ・チレ: 2015
- コパ・スダメリカーナ: 2011

エベルトン
- プリメーラ・ディビシオン (3): 2008アペルトゥーラ

### 代表
- コパ・アメリカ: 2015, 2016

### 個人
- プリメーラ・ディビシオン年間ベストイレブン (3): 2010, 2011, 2012